# Otto Toeplitz
Otto Toeplitz (Breslavia, 1º agosto 1881 – Gerusalemme, 15 febbraio 1940) è stato un matematico tedesco, conosciuto per i suoi contributi in analisi funzionale.
Nel 1930 scrisse un trattato matematico insieme a Hans Rademacher.